# Tithonia longiradiata
Tithonia longiradiata là một loài thực vật có hoa trong họ Cúc. Loài này được (Bertol.) S.F.Blake miêu tả khoa học đầu tiên năm 1926.